# Transtorno disfórico interictal
O transtorno disfórico interictal (TDI) é um transtorno do humor às vezes encontrado em pacientes com epilepsia, com prevalência de aproximadamente 17%. O sintoma mais comum do TDI é o humor disfórico intermitente entre as crises. O transtorno disfórico interictal geralmente pode ser tratado com uma combinação de medicamentos antidepressivos e anticonvulsivantes.

## História
Emil Kraepelin, em 1923, descreveu pela primeira vez um conjunto de sintomas comuns em pessoas com epilepsia crónica, o mais proeminente dos quais são os episódios depressivos intermitentes. Essas mudanças de humor ocorrem sem quaisquer gatilhos externos, durante a fase interictal (entre as convulsões). Em 1949, Bleuler observou uma síndrome semelhante e, em 1955, Gastaut confirmou ambas as observações.
Mais tarde, Blumer cunhou o termo transtorno disfórico interictal para descrever uma apresentação pleomórfica semelhante de sintomas exibidos pelos seus pacientes. Blumer e Altshuler descreveram oito sintomas afetivo-somatoformes que caracterizam o TDI: humor depressivo, irritabilidade, anergia, insónia, dores, medos fóbicos e humor eufórico. O diagnóstico de TDI deve ser feito quando pelo menos três dos oito sintomas estiverem presentes.